# ブレンダ・アン・スペンサー
ブレンダ・アン・スペンサー (Brenda Ann Spencer, 1962年4月3日 - ) は、米国の殺人犯・服役囚である。1979年1月29日、カリフォルニア州サンディエゴのグローバー・クリーブランド小学校で銃乱射事件を起こす。校長と主任用務員が死亡し、児童8名と警官1名が負傷した。
クリーブランド小学校は、道路を挟んでスペンサー家の向かいにあった。スペンサーが使用したライフルは、クリスマスに父親に買ってもらったばかりのものである。6時間に及んだ犯行が終わり、誰を撃ちたかったのか尋ねられると、スペンサーは「赤や青のジャケットを着ている子」と答えた。何故、銃を撃ったりしたのかと問われると、肩をすくめて「月曜日が嫌いなの。銃をぶっぱなすと景気付けになるでしょ」と答えたのである。また「理由なんかなかったわ。面白かったんだもの」「池でカモ猟をしているみたい」「小学生たちは牛の群れみたいで、簡単に狙えたわ」などとも語っている。
事件当時、スペンサーは16歳であった。
スペンサーは、殺人罪と武器を用いた暴行罪の2罪について罪を認め、25年以上の終身刑（日本での無期懲役刑に相当）が言い渡された。現在、カリフォルニア州チノのカリフォルニア女子刑務所に服役している。これまでに6度、仮釈放の申請資格を得たがいずれも却下されている。最近では最低所要服役期間に達する2021年に申請が行われたが、2022年8月に却下された。次回、仮釈放申請の資格を得るのは2025年である。
2005年、スペンサーは、事件当時は酒に酔い、PCPを飲んでいて正気でなかったと主張している。また、子供の頃に父親から性的虐待を受けていた (この点について収監当初は主張していない)、州と検事が共謀して薬物検査の結果を隠蔽したとも主張している。
スペンサーの犯罪、後悔の念が見受けられないさま、逮捕時の釈明の不真面目さに触発され、ボブ・ゲルドフにより、ブームタウン・ラッツの楽曲、「哀愁のマンデイ」が生み出された。また、1985年の映画『ブレックファスト・クラブ』では、スペンサーが発した「I don't like Mondays（月曜日が嫌い）」という台詞が壁の落書きとして登場している。